# Салаушское сельское поселение
Салаушское се́льское поселе́ние — муниципальное образование в Агрызском районе Татарстана Российской Федерации.
Административный центр — село Салауши.

## История
Статус и границы сельского поселения установлены Законом Республики Татарстан от 31 января 2005 года № 14-ЗРТ «Об установлении границ территорий и статусе муниципального образования "Агрызский муниципальный район" и муниципальных образований в его составе».

## Население
| 2010 | 2011  | 2012  | 2013  | 2014 | 2015 | 2016 |
| ---- | ----- | ----- | ----- | ---- | ---- | ---- |
| 1070 | ↘1068 | ↘1035 | ↘1017 | ↘986 | ↘979 | ↘969 |
| 2017 | 2018  | 2019  | 2020  |      |      |      |
| ↘945 | ↘921  | ↘897  | ↘889  |      |      |      |

## Состав сельского поселения
| № | Населённый пункт | Тип населённого пункта       | Население |
| - | ---------------- | ---------------------------- | --------- |
| 1 | Мадьяр           | деревня                      |           |
| 2 | Салауши          | село, административный центр |           |
| 3 | Татарская Чильча | деревня                      |           |
| 4 | Уразаево         | деревня                      |           |
| 5 | Ямурзино         | село                         |           |